# Симоничский сельсовет
Си́моничский сельсовет — административная единица на территории Лельчицкого района Гомельской области Беларуси. Административный центр — агрогородок Симоничи.

## Состав
Симоничский сельсовет включает 6 населённых пунктов:
- Дубровки — деревня.
- Осов — деревня.
- Симоничи — агрогородок.
- Симоничская Рудня — деревня.
- Средние Печи — деревня.
- Шугалеи — деревня.